# Igor Bišćan
Igor Bišćan, hrvaški nogometaš in trener, * 4. maj 1978, Zagreb.
Bišćan je člansko kariero začel in končal v Dinamu Zagreb, za katerega je igral med leti 1995 in 2000 ter 2008 in 2012. S klubom je osvojil štiri naslove hrvaškega državnega prvaka in dva hrvaška pokalna naslova. Med letoma 2000 in 2005 je igral za Liverpool in z njim leta 2005 osvojil Ligo prvakov. Dve sezoni je igral tudi za Panathinaikos. 
Za hrvaško reprezentanco je odigral petnajst tekem in dosegel en gol na tekmi proti mehiški reprezentanci.
Leta 2016 je postal najprej pomočnik drugoligaškega kluba Rudeš in nato glavni trener ter klub popeljal do zmage v drugi hrvaški ligi. Junija 2017 je bil imenovan za glavnega trenerja Olimpije, s katerim je osvojil državni in pokalni naslov, vseeno ga je po koncu sezone zamenjal Ilija Stolica.